# Heteracris calliptamoides
Heteracris calliptamoides är en insektsart som beskrevs av Boris Petrovich Uvarov 1921. Heteracris calliptamoides ingår i släktet Heteracris och familjen gräshoppor.

## Underarter
Arten delas in i följande underarter:
- H. c. calliptamoides
- H. c. testacea